# Walerij Zołotuchin
Walerij Siergiejewicz Zołotuchin (ros. Валерий Сергеевич Золотухин; ur. 21 czerwca 1941 w Kraju Ałtajskim, zm. 30 marca 2013 w Moskwie) – radziecki i rosyjski aktor teatralny i filmowy, odznaczony tytułem Ludowego Artysty Federacji Rosyjskiej.
Od 1964 do 2013 roku był aktorem Teatru na Tagance. Był przyjacielem i partnerem Włodzimierza Wysockiego na scenie teatru oraz w filmach. Wysocki powiedział żartobliwie: „Kiedy umrę, Valera ma napisać o mnie książkę.” Walerij Zołotuchin jest autorem książki Sekret Wysockiego. My często śpiewali „Biala laznia” razem, a także wiele innych książek biograficznych i artykułów opublikowanych w prasie, gdzie często wspominał o Teatrze na Tagance oraz Włodzimierzu Wysockim. 
Znany z roli Bumbarasza z filmu z 1971 roku pod tym samym tytułem.
Wystąpił w filmach Straż nocna (2004) oraz Straż dzienna (2006).

## Filmografia
- 1971: Bumbarasz jako Bumbarasz
- 1979: Little Tragedies jako Mozart
- 1982: Matka Maria jako jeniec
- 1982: Czarodziej jako Iwan Kiwrin
- 1994: The Life and Extraordinary Adventures of Private Ivan Chonkin jako Kilin
- 1997: Don't Play the Fool jako Wania Taratakin
- 2004: Straż nocna jako Giennadij Sauszkin, ojciec Kostii
- 2006: Straż dzienna jako ojciec Kostii, wampir
- 2010: Snajper jako ojciec Aleksieja

i inne